# St. Simon und Judas Thaddäus (Baumholder)

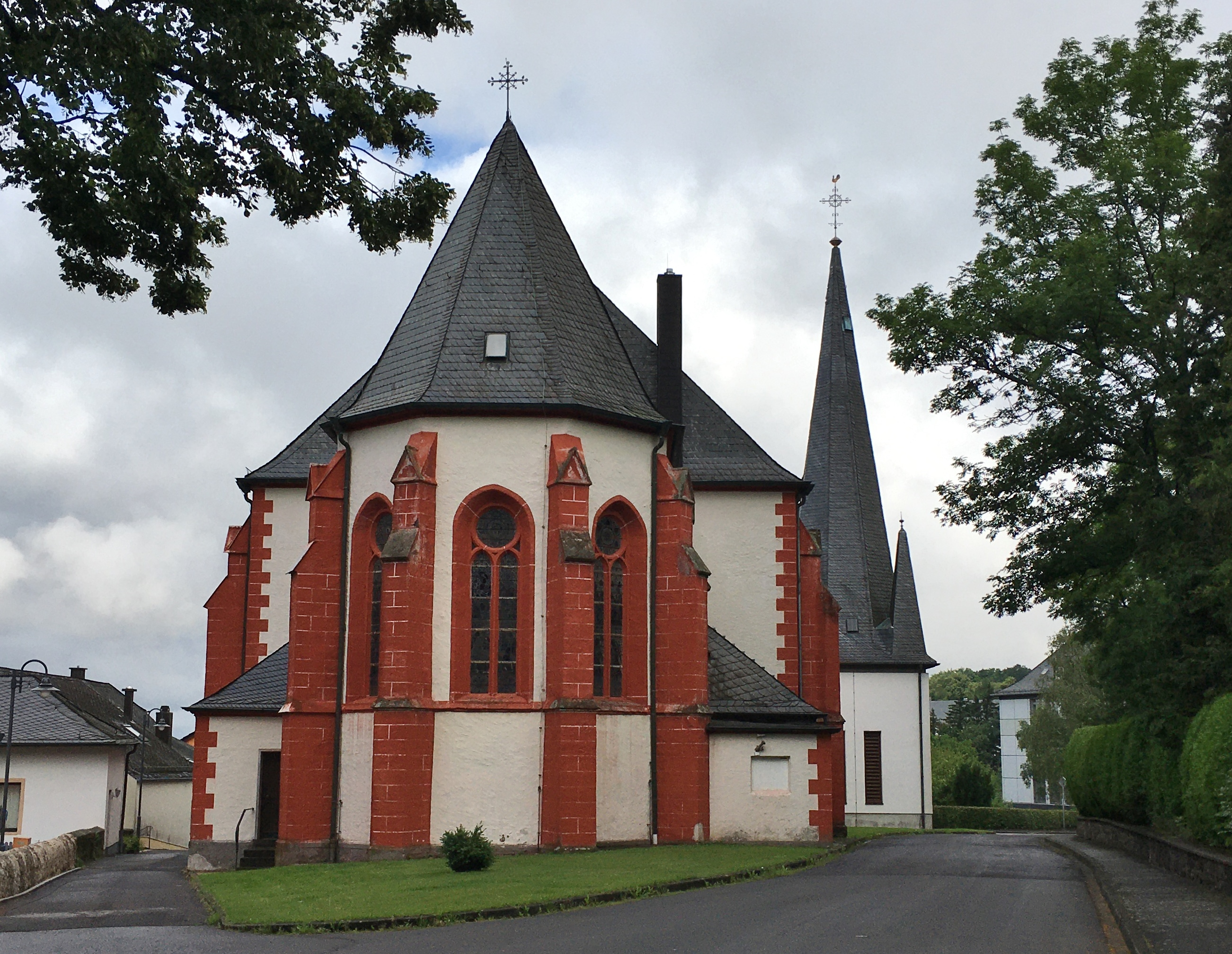
St. Simon und Judas Thaddäus in Baumholder

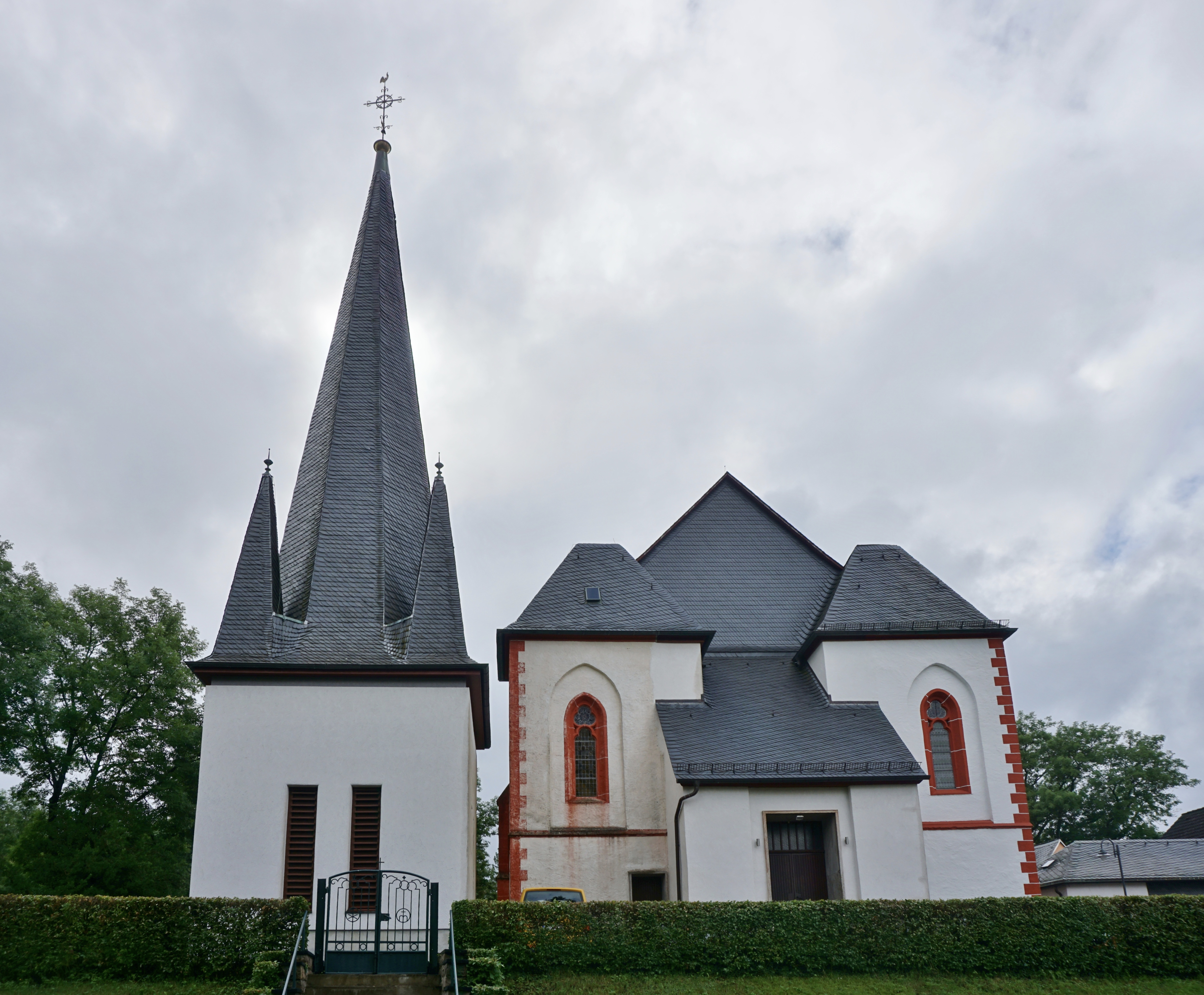
Westfront mit freistehendem Kirchturm

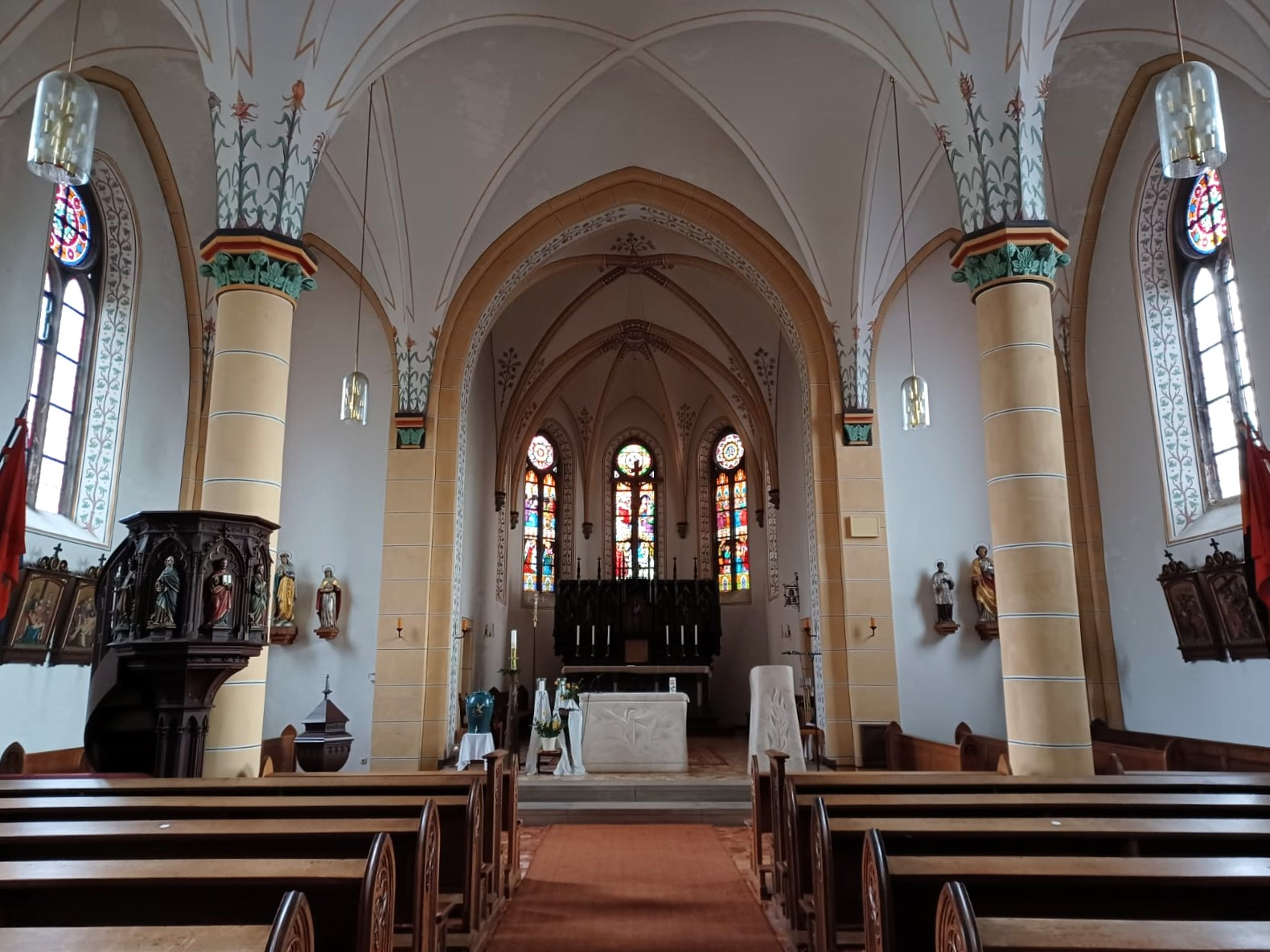
Innenansicht zum Altar

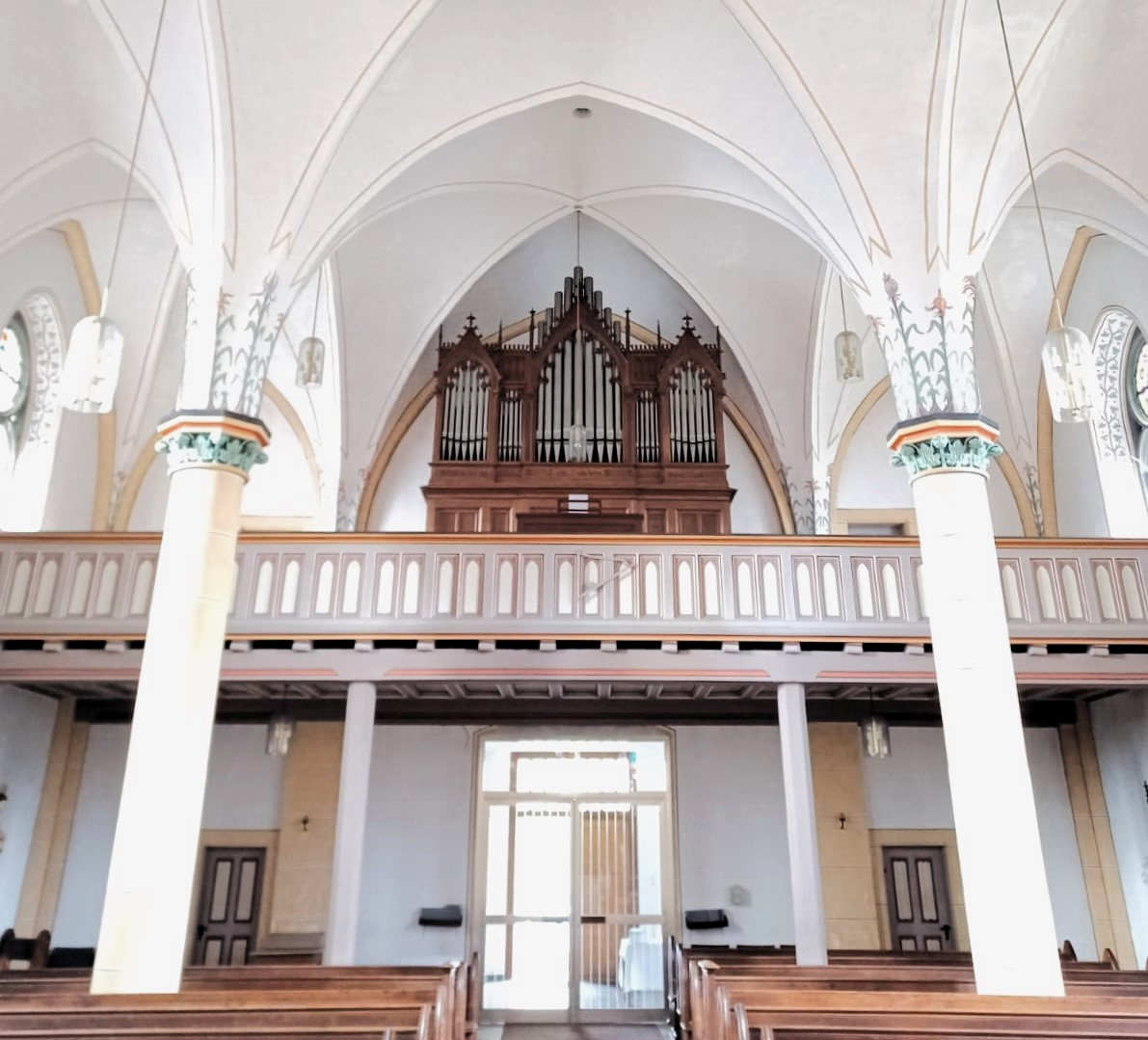
Blick zur Gerhardt-Orgel (1900)

Die römisch-katholische Kirche St. Simon und Judas Thaddäus in Baumholder im rheinland-pfälzischen Landkreis Birkenfeld ist ein Bau der Neugotik aus dem 19. Jahrhundert. Bis zur Versetzung des Turmhelms im Jahr 2010 auf einen kleinen Unterbau neben der Kirche prägte der Kirchturm die Silhouette Baumholders.
Kirchenpatrone sind die Apostel Simon Zelotes und Judas Thaddäus.  

## Geschichte
Erbaut wurde die Kirche von 1882 bis 1885 nach einem Entwurf von P. Kontzen aus Deggendorf in Bayern. Als Standort des neugotischen Gebäudes wurde ein Grundstück am nördlichen Rand der Altstadt unweit der Evangelischen Kirche und der ehemaligen Ortsbefestigung gewählt.
Ende der 2010er-Jahre wurden am denkmalgeschützten Gebäude Sanierungsarbeiten notwendig, die zu einer deutlichen Veränderung des Erscheinungsbildes führten. Der Turmhelm, der etwa 23 Meter hoch ist, wurde dabei im September 2010 mithilfe eines Baukrans auf einen neuerrichteten 7 Meter hohen Ersatzturm neben der Kirche versetzt. In Anschluss daran wurden Veränderungen am Dach vorgenommen, die im April 2011 abgeschlossen wurden. Die Versetzung führte auch zu einer Veränderung des Stadtbilds Baumholders, da der Kirchturm zuvor die Silhouette der Stadt noch dominiert hatte.

## Architektur
St. Simon und Judas Thaddäus wurde im Stil der Neugotik errichtet und gliedert sich nach den Sanierungsarbeiten 2010 in den freistehenden Fünfknopfturm und das Kirchenschiff. Das dreischiffige Kirchenschiff wird von einem Gratgewölbe überspannt. Der Hochaltar stammt zu Teilen aus dem St.-Nikolaus-Hospital in Bernkastel-Kues. Weitere Stücke der Innenausstattung stammen aus der Zeit um 1900.
Der ursprüngliche Turmhelm steht nordwestlich auf einem kleinen Ersatzturm, der drei Glocken aus dem 17. und 18. Jahrhundert enthält.
Das Fundament, auf dem der Turm bis zu den Sanierungsarbeiten saß, ragt leicht aus der Fassade heraus, wodurch der ursprüngliche Standort des Turmhelms weiterhin zu erahnen ist.